# Wieringen
Wieringen là một đô thị của Hà Lan. Wieringen thuộc tỉnh Noord-Holland ở nửa phía bắc Hà Lan. Wieringen có diện tích đất 26,77 km2, dân số năm 2010 là 8705 người.

## Các trung tâm dân cư
Đô thị Wieringen gồm các thị ã và làng sau: Dam, De Haukes, De Hoelm, Den Oever, Hippolytushoef, Hollebalg, Noordburen, Oosterklief, Oosterland, Smerp, Stroe, Vatrop, Westerklief và Westerland.